# Damernas fristående i gymnastik vid olympiska sommarspelen 2008
Damernas fristående i gymnastik vid olympiska sommarspelen 2008 avgjordes den 17 augusti.

## Medaljörer
| Gren                | Guld                   | Silver            | Brons             |
| Damernas fristående | Sandra Izbaşa Rumänien | Shawn Johnson USA | Nastia Liukin USA |

## Final
| Placering | Gymnast                    | A-poäng | B-poäng | Straff | Totalt |
| --------- | -------------------------- | ------- | ------- | ------ | ------ |
|           | Sandra Izbaşa (ROU)        | 6.500   | 9.150   |        | 15.650 |
|           | Shawn Johnson (USA)        | 6.400   | 9.100   |        | 15.500 |
|           | Nastia Liukin (USA)        | 6.200   | 9.225   |        | 15.425 |
| 4         | Jiang Yuyuan (CHN)         | 6.300   | 9.050   |        | 15.350 |
| 5         | Ekaterina Kramarenko (RUS) | 6.100   | 8.925   |        | 15.025 |
| 6         | Daiane Santos (BRA)        | 6.400   | 8.775   | 0.200  | 14.975 |
| 7         | Cheng Fei (CHN)            | 6.300   | 8.250   |        | 14.550 |
| 8         | Anna Pavlova (RUS)         | 5.800   | 8.325   |        | 14.125 |

## Kvalificerade tävlande
| Placering | Gymnast                    | A-poäng | B-poäng | Straff | Totalt |
| --------- | -------------------------- | ------- | ------- | ------ | ------ |
| 1         | Cheng Fei (CHN)            | 6.600   | 9.150   |        | 15.750 |
| 2         | Sandra Izbaşa (ROU)        | 6.500   | 8.975   |        | 15.475 |
| 3         | Shawn Johnson (USA)        | 6.300   | 9.125   |        | 15.425 |
| 4         | Nastia Liukin (USA)        | 6.200   | 9.150   |        | 15.350 |
| 5         | Daiane Santos (BRA)        | 6.400   | 8.975   | 0.100  | 15.275 |
| 6         | Ekaterina Kramarenko (RUS) | 6.100   | 9.050   |        | 15.150 |
| 7         | Anna Pavlova (RUS)         | 5.900   | 9.225   |        | 15.125 |
| 8         | Jiang Yuyuan (CHN)         | 6.200   | 8.850   |        | 15.050 |